# Warhammer Fantasy
Warhammer Fantasy (ou somente Warhammer) é um universo de ficção fantástica criado em 1983 pela empresa britânica Games Workshop, conhecida pelos seus jogos de miniaturas e wargames. Esse universo de ficção é explorado em livros, revistas, jogos eletrônicos e jogos de tabuleiro.
O universo de Warhammer é inspirado pelas obras de J. R. R. Tolkien, Michael Moorcock e Robert E. Howard, criador do Conan, o Bárbaro. O mapa, suas regiões geográficas e as facções que populam o mundo fictício são inspirados principalmente por diversos acontecimentos da história européia mas também pelas civilizações da história do mundo. O nome Warhammer, que batiza esse universo de ficção, é originário do martelo de guerra Ghal Maraz que é a arma do fundador e patrono do Império, Sigmar Heldenhammer.
Em 2015, após um evento conhecido como o End of Times ("Fim dos Tempos") o suporte as regras do Warhammer Fantasy foi encerrado e a Games Workshop parou de vender modelos de miniaturas.  Foi substituído mais tarde naquele ano por Warhammer Age of Sigmar, que usa os modelos criados para a linha Warhammer em um novo cenário e sistema de jogo. Essa mudança foi divisório para fãs de longa data, mas o jogo novo foi bem sucedido em vendas. Warhammer Fantasy foi relançado em 2024, agora como um jogo especialista da Games Workshop conhecido como Warhammer The Old World.

## Conceito

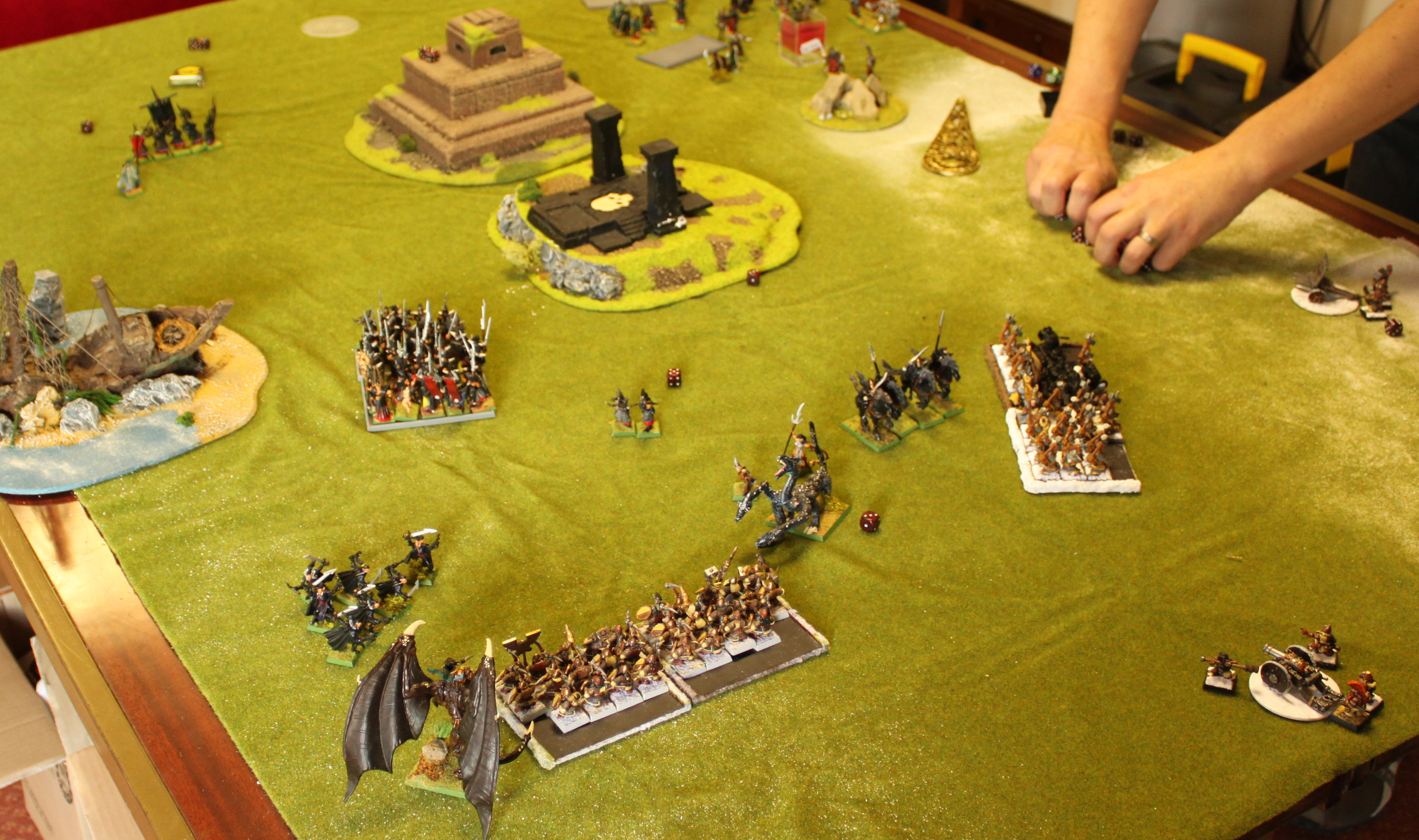
Partida de Warhammer Fantasy.

Warhammer é um sistema de wargame de miniaturas e também um universo de fantasia. Jogadores constroem exércitos formados por miniaturas de 25 mm – 250 mm representando diferentes facções baseadas em arquétipos da fantasia. As regras do jogo são publicadas em uma série de livros que descrevem como mover miniaturas pela superfície do jogo e simular o combate. Os jogos podem ser jogados em qualquer superfície apropriada, embora o padrão seja um tampo de mesa de 6 pés por 4 pés decorado com cenário modelo em escala com as miniaturas. Qualquer miniatura individual ou grupo de miniaturas semelhantes no jogo é chamada de "unidade". Jogadores são responsáveis por comprar, montar e pintar seu próprio exército, incentivando a customização.
As regras básicas do jogo são fornecidas em um único livro, com livros separados fornecendo diretrizes e antecedentes para regras específicas de cada exército. O movimento das unidades sobre a superfície de jogo é geralmente medido em polegadas, e o desempenho de combate das unidades é ditado aleatoriamente pelo lançamento de um dado de 6 lados. Cada unidade e opção dentro do jogo recebe um valor de pontos para fins de balanceamento. Um jogo geralmente terá exércitos de 750 a 3.000 pontos, embora valores menores e maiores sejam possíveis.

## Raças e Nações
- Beastmen (ou Beastkin): Exércitos de mutantes corrompidos pelas forças do Chaos, se tornando criaturas meio-homem, meio-animal. Por serem rejeitados devido a sua conexão com o Chaos, vivem em florestas como bárbaros e atacam civilizações ao seu redor.
- Bretonnia: Uma civilização humana que vive ao oeste do império. É uma versão do Império Angevino (fusão de Inglaterra e França) baseada nos Contos Arturianos e nos Romance de cavalaria. Um reino feudal governado por cavaleiros que seguem uma deusa conhecida como a Dama do Lago e oprimem seus camponeses.
  - Chaos: É o termo utilizado para descrever a força mágica, supernatural e universalmente maligna que é capaz de corromper e promover mutações nos indivíduos com os quais ela interage. As criaturas deturpadas resultantes desse contato, são as que representam o encarnamento e o poder físico dessa força. Os exércitos são formados por demônios e cultistas, os principais sendo os Warriors of Chaos (Guerreiros do Caos), inspirados em estereótipos exagerados dos vikings. Há quatro entidade maiores que pode-se dizer que estão intrinsecamente ligada ao Chaos, são elas: Khorne, Slaanesh, Nurgle e Tzeentch. Os demônios do Chaos compartilham de muitas de suas miniaturas com o Warhammer 40.000, e podem ser usadas em ambos os jogos.
- Dark Elves (ou Druchii): Uma raça de elfos cruéis, sadísticos e escravagistas que habitam Naggaroth (equivalente da América do Norte), um continente frio e selvagem, após serem exilados pelos High Elves de Ulthuan.
- Dwarfs (ou Duardin): Os Anões são uma civilização antiga mas moribunda, são um grupo insular e conservador, mas são excelentes mineiros e artesãos. São mais conhecidos por manter rancores, uma parte integral de sua sociedade.
- The Empire: É a maior civilização humana. Sua cultura e geografia são inspiradas na sociedade germânica do início do período moderno e seu nome faz alusão ao Sacro Império Romano-Germânico.
- Greenskins: Um grupo abrangente formado por Orcs, Goblins, Snotlings e Goblars. Apesar da aparência, são criaturas fungóides resilientes, que se reproduzem por esporos e infestam o mundo. São relativamente primitivos e desorganizados, liderados pelos Orcs devido a seu tamanho e força, mas seus instintos e violência são uma ameaça para os outros povos, e na maioria dos casos, para si mesmos.
- High Elves: Os elfos são uma civilização de seres nobres e orgulhosos que habitam a ilha mística de Ulthuan - Inspirada pelo mito grego da civilização de Atlântida. Apesar de sido a potência dominante no passado, atualmente são decadentes devido a constantes guerras internas e contra o Chaos.
- Lizardmen: São lagartos humanóides e inteligentes, de diversos tamanhos, que habitam as florestas do continente de Lustria (equivalente à América Central e América do Sul) e são fortemente inspirados nas culturas dos povos pré-colombianos, principalmente na cultura dos Maias e dos Astecas, além de teorias de astronautas antigos.
- Ogre Kingdoms: Os Ogros são criaturas grandes, fortes e selvagens, mas sempre famintas, com uma vontade constante de comer. Vivem no leste onde formam os próprios reinos onde saqueiam ou servem outros povos como mercenários em troca de dinheiro ou comida.
- Skaven (ou Underfolk): É uma civilização de ratos humanóides que vivem em cidades subterrâneas feitas de diversas cavernas interconectadas, sua capital sendo Skavenblight. Sua sociedade baseia-se na brutalidade, imoralidade e em traços do maquiavelismo.
- Vampire Counts: São ex-humanos que eram a nobreza da região de Sylvania (baseada na Transilvânia), se tornando poderosos imortais e necromates liderando legiões de mortos-vivos. São baseados no Drácula de Bram Stoker. Também se encontram em Lustria onde capitães vampiros baseados em Piratas da Época Dourada da Pirataria lideram tripulações de mortos-vivos.
- Wood Elves (ou Asrai): Os Elfos da Floresta são uma facção de elfos que vieram de Ulthuan e colonizaram a floresta de Athel Loren no velho mundo. Recusando-se a retornar e se tornando uma civilização isolacionista e reclusa como os protetores de Athel Loren, vivendo uma aliança tensa, mas estável, com os espíritos da floresta e sua fauna nativa.

## Jogos eletrônicos
Lista de jogos eletrônicos lançados baseados no universo de Warhammer Fantasy, em ordem de lançamento.
- Warhammer Online: Age of Reckoning (2008)
- Blood Bowl (2009)
- Warhammer Quest (2013)
- Blood Bowl 2 (2015)
- Mordheim: City of the Damned (2015)
- Warhammer: End Times - Vermintide (2015)
- Total War: Warhammer (2016)
- Total War: Warhammer II (2017)
- Warhammer Quest 2: The End Times (2017)
- Warhammer: Vermintide 2 (2018)
- Warhammer: Chaosbane (2019)
- Total War: Warhammer III (2022)